# 阿尔弗雷多·托雷斯
阿尔弗雷多·托雷斯（西班牙語：Alfredo Torres，1935年5月31日—2022年11月10日），墨西哥男子足球运动员，司职前锋。他曾代表墨西哥国家队参加1954年国际足联世界杯，结果队伍止步小组赛阶段。